# Herbert Eric Horsfield
Herbert Eric Horsfield, britanski general, * 1895, † 1981.